# 안트로포보

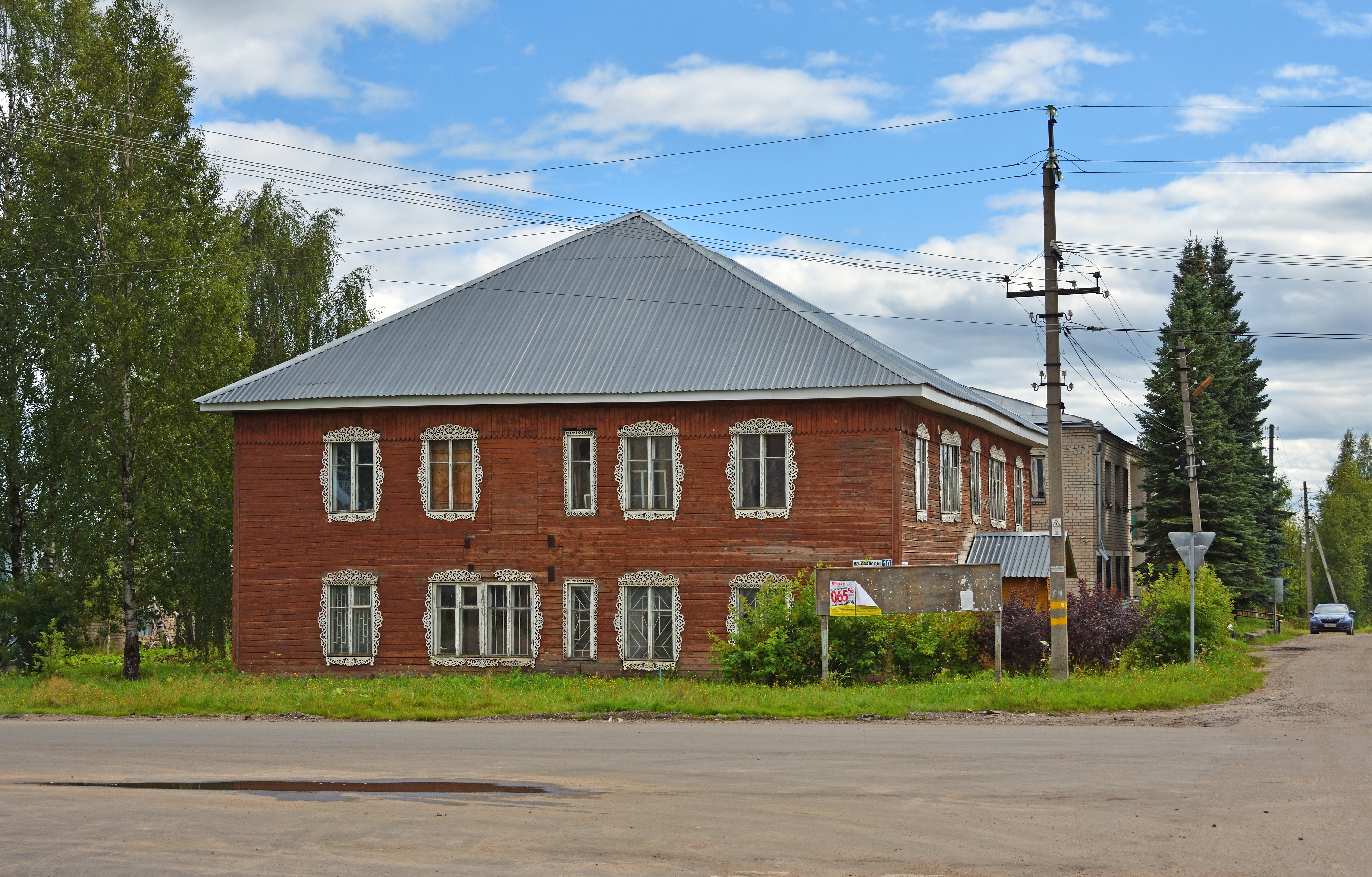

안트로포보(러시아어: Антропово)는 코스트로마 주 안트로폽스키 군의 중심지이다.